# Alberto Mucchiati
Alberto Mucchiati (Ficarolo, 1744 – Ferrara, 1828) è stato un pittore italiano, attivo principalmente in Emilia-Romagna.

## Biografia
Nato a Ficarolo, allora parte della Transpadana ferrarese e dello Stato Pontificio, mise a frutto la predisposizione al disegno della gioventù trasferendosi ben presto a Ferrara, dove fu allievo del concittadino Giuseppe Antonio Ghedini. La sua attività si focalizzò principalmente nella realizzazione di dipinti a tema religioso, tra i quali si ricordano sue opere, a Ferrara, nella Chiesa di San Giuliano (San Luca che ritrae la Vergine) e in quella di San Gregorio Magno (San Clemente che appare a San Gregorio), e a Cento, nella pinacoteca comunale, il Transito di San Giuseppe.
Tra i suoi allievi, Antonio Boldini.
Dopo le vicende storiche che videro nascere la Repubblica Cisalpina, rimasto sempre a Ferrara in questo periodo svolse anche mansioni di conservatore, insegnando inoltre alla locale Università del Disegno caldeggiando la necessità di istituire una galleria d'arte universitaria.
Tra le opere dell'ultimo periodo della sua vita si ricorda un'Addolorata, sottoquadro oramai perduto, dipinto nel 1801 per la chiesa di Santa Maria in Vado.
Muore a Ferrara nel 1828.